# Babycall
Pour plus de détails, voir Fiche technique et Distribution.
Babycall est un film germano-suédo-norvégien réalisé par Pål Sletaune, sorti en 2011

## Synopsis
Anna vit seule avec son fils de huit ans qui lui a été confié à la suite de sa séparation d'avec son mari, homme violent ayant torturé son enfant. Devenue très protectrice, elle décide d'acheter un babyphone afin d'entendre son fils la nuit. Mais très vite, ce sont des voix venant d'un autre babyphone voisin qu'elle entend, des cris, des pleurs…
Son univers commence à vaciller pour tomber lentement dans la folie.

## Fiche technique
- Titre : Babycall
- Titre original : Babycall
- Réalisation : Pål Sletaune
- Scénarios :  Pål Sletaune
- Société de production :
- Musique : Fernando Velázquez
- Pays d'origine :  Norvège  Allemagne  Suède
- Lieu de tournage : Norvège
- Langue : norvégien
- Genre : Horreur, thriller
- Durée : 1 h 36
- Dates de sortie : 
  -  Norvège : 7 octobre 2011
  -  Italie : novembre 2011 au Festival international du film de Rome
  -  France : 29 janvier 2012 au Festival de Gérardmer
  -  France : 2 mai 2012

## Distribution
- Noomi Rapace : Anna
- Kristoffer Joner : Helge
- Vetle Qvenild Werring : Anders
- Stig R. Amdam : Ole

## Récompenses et distinctions
- Festival international du film de Rome 2011 : meilleure actrice pour Noomi Rapace
- Festival du film fantastique de Gérardmer  [ grand prix ]